# Rehabilitación neuro-oclusal

## Historia
La RNO es una teoría creada por el doctor Pedro Planas Casanova en 1962 como alternativa médica para prevenir y tratar lo más precozmente posible las patologías de causa funcional que originan las maloclusiones dentarias y los trastornos periodontales y craneomandibulares del aparato masticatorio. Sin embargo, se ha comprobado ampliamente en la literatura que la oclusión no influye en la aparición ni en la mejoría de los trastornos cranoemandibulares, por lo tanto, no se recomienda este tipo de intervenciones que carecen de fundamento científico.
La RNO es un método de recuperación funcional basado en la influencia de la masticación en el desarrollo del cráneo facial, teniendo como principio y base fundamental el establecimiento del equilibrio oclusal.
Por el lado que se mastica a través del frote oclusal llega a los periodontos un estímulo que produce cambios de desarrollo óseo en el hemimaxilar y en la hemimandíbula de ese lado, llamado de trabajo, por lo que el estímulo es oclusal. En el otro lado, la ATM, con el movimiento de balanceo, genera un estímulo neural y produce cambios de desarrollo óseo en la hemimandíbula que balancea. De ahí, el nombre neuro-oclusal.
El equilibrio oclusal, según Hanau y Gysi, está regulado por parámetros y leyes que los controlan y relacionan entre sí, de tal forma que del análisis de dichos parámetros se obtiene la clave para poder establecer el diagnóstico de las diferentes patologías funcionales y establecer tratamientos adecuados y de la manera más precoz posible, para hacer más efectivo el tratamiento.
Si bien, esta teoría goza de popularidad entre algunos odontólogos, ofreciéndose cursos incluso en universidades, se debe destacar que no existe ningún estudio publicado en alguna revista científica indexada, por lo tanto su aplicación debe ser manejada con extrema precaución. 

## Aparatología de RNO
- Pistas planas
- Resortes dorsales telescópicos, retenedores o estabilizadores de equilibrio
- Equi-Plan
- Equi-Plano

## Asociaciones de RNO
- Club Internacional de Rehabilitación Neuro-Oclusal (CIRNO) Sociedad Científica adscrita al Consejo General de Dentistas de España.
- Association Belge Pedro Planas
- Association Française Pedro Planas
- Collège Régional de Réhabilitation Neuro-Occlusale
- Associazione Italiana Pedro Planas
- Associação Brasileira Pedro Planas de Reabilitação Neuro-Oclusal
- Asociación Mexicana Pedro Planas
- Asociación Peruana Pedro Planas
- Fédération Internationale des Associations Pedro Planas - FIAPP